# Ana María Orozco
Ana María Orozco est une actrice colombienne, née le 4 juillet 1973 à Bogota en Colombie.

## Biographie
Elle connaît une renommée internationale grâce à son rôle central dans la telenovela Yo soy Betty, la fea. 
En 2001, Orozco remporte le prix international de la personnalité féminine de l'année (Figura internacional femenina del año) aux Prix ACE. En 2002, elle remporte le prix INTE de l'actrice de l'année (Actriz del año).
En 2014, elle joue dans une nouvelle série argentine, Somos familia.